# نادي كركا لكرة السلة
نادي كركا لكرة السلة هو فريق كرة سلة سلوفيني للمحترفين تأسس في سنة 1948 ويقع مقره في نوفو ميتسو. يلعب في الدوري السلوفيني لكرة السلة والدوري الأدرياتيكي.

## وصلات خارجية
- الموقع الرسمي